# Rappresentazione mentale
Una rappresentazione mentale (o rappresentazione cognitiva), in filosofia della mente, psicologia cognitiva, neuroscienze, scienze cognitive, è un ipotetico simbolo cognitivo interno che rappresenta la realtà esterna, oppure è un processo mentale che fa uso di tale simbolo; "un sistema formale atto a rendere esplicite alcune entità o tipi di informazioni, con la specificazione di come il sistema realizza ciò".
Nella filosofia contemporanea e specificamente in ambiti metafisici come la filosofia della mente e l'ontologia, la rappresentazione mentale è uno dei modi prevalenti di spiegare e descrivere la natura delle idee e dei concetti.

## Rappresentazionalismo e le teorie rappresentazionali della mente
Le teorie rappresentazionali della mente riguardano il pensiero mentre si manifesta entro un sistema interno di rappresentazioni. Gli atteggiamenti proposizionali della mente sono rappresentazioni mentali simbolo con proprietà semantiche. Il Rappresentazionalismo (conosciuto anche come Realismo indiretto) è la visione  delle rappresentazioni come il principale modo per accedere alla realtà esterna. Un'altra prevalente teoria filosofica propone che i concetti siano interamente astratti.
La teoria rappresentazionale della mente cerca di spiegare la natura delle idee, dei concetti e altri contenuti mentali nella filosofia contemporanea della mente, nella scienza cognitiva e nella psicologia sperimentale. In contrasto con le teorie del Realismo diretto, la teoria rappresentazionale della mente postula l'attuale esistenza delle rappresentazioni mentali che agiscono da intermediarie tra il soggetto che osserva e gli oggetti, i processi o altre entità osservate nel mondo esterno. Questi intermediari rappresentano alla mente gli oggetti di quel mondo.
Ad esempio, quando qualcuno arriva al punto di credere che il suo pavimento necessiti di una pulita, la teoria rappresentazionale della mente indica che costui ha creato una rappresentazione mentale che raffigura il pavimento pulito.
L'originale o "classica" teoria rappresentazionale può essere probabilmente ricondotta a Thomas Hobbes e fu un tema dominante nell'empirismo classico in generale. Secondo questa versione della teoria, le rappresentazioni mentali erano immagini (spesso chiamate "idee") degli oggetti degli eventi rappresentati. Per i sostenitori moderni come Jerry Fodor, Steven Pinker e molti altri, il sistema rappresentazionale consiste invece in un interno linguaggio del pensiero. I contenuti dei pensieri vengono raffigurati in strutture simboliche (le formule di Mentalese) che, analogamente ai linguaggi naturali ma a un livello più astratto, possiedono una sintassi e una semantica molto simile a quelle dei linguaggi naturali.